# Theodor I. Nietner
Theodor Eduard Nietner, genannt Theodor I. Nietner (* 3. Dezember 1790 in Schönholz; † 28. Dezember 1871 in Potsdam) war ein Königlicher Hofgärtner in Schloss Paretz und Niederschönhausen.

## Leben und Wirken
Der aus einer Gärtnerfamilie stammende Theodor Nietner war der Sohn des Planteurs in Schönholz, später Hofgärtner in Niederschönhausen, Christian Nietner und der Sarah Eva Catharina, geborene Rolandt oder Ruhlandt, Tochter eines Unteroffiziers der Garde.
Seine Lehrzeit absolvierte Nietner von 1806 bis 1809 im Garten des „Gräflich Reußischen Palastes“ in Berlin, der unweit des Potsdamer Tors an der Leipziger Straße lag. Anschließend ging der 19-Jährige auf Wanderschaft, die ihn nach Paris und Renneville führte. Das im Hofgärtnermuseum des Schlosses Glienicke aufbewahrte Zeugnis, das der Bürgermeister von Renneville ausgestellt hatte, bescheinigt Nietner gutes Betragen […], ohne auf Details von Nietners Tätigkeit einzugehen. Zurück in Preußen, erhielt er ab 1811 eine Gehilfenstelle bei seinem Vater in Niederschönhausen und nahm von 1813 bis 1815 als Freiwilliger an den Befreiungskriegen teil. 
Der Sohn einer angesehenen Hofgärtnerfamilie besuchte 1816 als Gasthörer die Berliner Universität, wo er an wissenschaftlichen Seminaren in den Fächern Botanik und Zoologie teilnahm. Im darauffolgenden Jahr ermöglichte ihm ein Reisestipendium Friedrich Wilhelms III. die Weiterbildung in den Garten- und Parkanlagen in Wien, Neapel, Haarlem und England. Nach der Rückkehr 1820 bekam er eine Gehilfenstelle im Potsdamer Neuen Garten zugewiesen, den Hofgärtner Johann Friedrich Morsch (1765–1834) verwaltete. 
Um in den königlichen Gärten auf die nächsthöhere Stelle des Obergehilfen kommen zu können, musste Nietner aufgrund einer Neuregelung eine schriftliche Prüfung ablegen. Dieses erste Examen mit wissenschaftlichem Anspruch, das Peter Joseph Lenné kurz zuvor durchgesetzt hatte, fand im Herbst 1820 statt. Die ersten Prüflinge waren Nietner und Carl Julius Fintelmann. Mit bestandenem Abschluss durften sie sich „Obergehilfe“ nennen und hatten das Anrecht auf eine Hofgärtnerstelle.
Als im April 1822 der Hofgärtner der Plantagen im Park Sanssouci, Wilhelm Sello, starb, übernahm Nietner vorübergehend dessen Amt, bis im Juli desselben Jahres der Nachfolger Carl Handtmann (1776–1852) aus Paretz eintraf.  Nietner erhielt nun die frei gewordene Hofgärtnerstelle in Paretz, dem ehemaligen Sommersitz Friedrich Wilhelms III. und der Königin Luise. Nach zehn Jahren übergab er das Amt 1832 an Gustav I. Adolph Fintelmann und folgte der Berufung auf den Sommersitz der Fürstin Liegnitz nach Niederschönhausen, wo er bis zu seiner Pensionierung 1870 tätig war. In seinem neuen Wirkungsbereich spezialisierte er sich auf Gemüsezucht sowie Treiberei und legte mit besonderem Eifer eine große Sammlung Eriken an.
In Anerkennung seiner Verdienste verlieh ihm Wilhelm I. am 19. März 1863 den Roten Adlerorden III. Klasse und ehrte ihn am 3. April 1867 mit dem Titel „Oberhofgärtner“.

## Mitgliedschaften
In dieser Zeit gehörte es für einen Hofgärtner zur Selbstverständlichkeit, einem Gartenbauverein oder naturkundlichen Verein beizutreten, die Mitte des 19. Jahrhunderts zahlreich gegründet wurden. Die Mitgliedschaft bot nicht nur Kontakt- und Informationsmöglichkeiten, sondern förderte durch die Weitergabe eigener Kenntnisse auch die gesellschaftliche Anerkennung. 
Bereits als Gartengehilfe war Nietner am 1. Dezember 1818 der heute noch existierenden „Wetterauischen Gesellschaft für die gesamte Naturkunde zu Hanau“ als korrespondierendes Mitglied beigetreten. Ebenso wurde er am 1. August 1846 in der „Böhmischen Gartenbau-Gesellschaft“ in Prag aufgenommen und am 28. Mai 1846 in der „Flora – Königlich Sächsische Gesellschaft für Botanik und Gartenbau zu Dresden“. Eine weitere Mitgliedschaft erfolgte nach Gründung des „Akklimatisations-Vereins für die Königlich Preußischen Staaten“ 1857 in Berlin.

## Schriftstellerische Tätigkeiten
Neben zahlreichen Aufsätzen in Gartenzeitschriften beteiligte sich Nietner auch an dem von Peter Joseph Lenné zwischen 1837 und 1842 herausgegebenen Nachschlagewerk „Handbibliothek für Gärtner und Liebhaber der Gärtnerei“. In dem dreizehn Bände umfassenden Werk, das die Erfahrungen von Hofgärtnern und Botanikern allgemeinverständlich wiedergab, wurde Nietners „Küchengärtnerei“ im ersten, 1837 erschienenen Band  veröffentlicht. 1842 folgte eine eigene Publikation über Erdbeerzucht.
Für die Zeitschriften „Verhandlungen  des Vereins zur Beförderung des Gartenbaues in den Königlich Preußischen Staaten“, des gleichnamigen „Berliner Gartenbauvereins“ (Kurzform), schrieb er Aufsätze über Zier- und Nutzpflanzen. Ebenso verfasste er Texte für die von Christoph Friedrich Otto und Albert Gottfried Dietrich herausgegebene „Allgemeine Gartenzeitung“. Außerdem übersetzte er Artikel aus ausländischen Fachzeitschriften, da er über gute Fremdsprachenkenntnisse verfügte.

## Familie

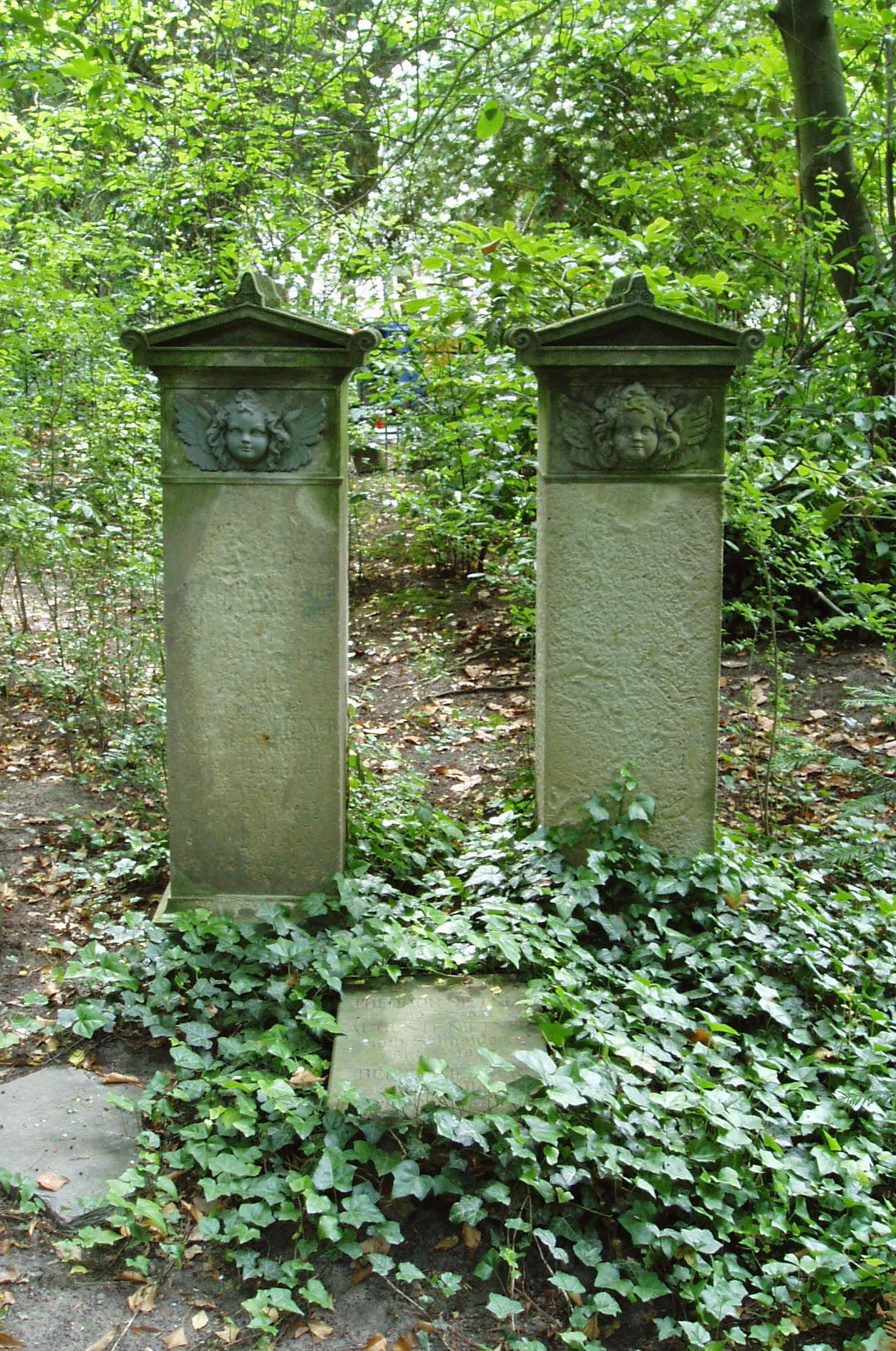
Die Grabstelen auf dem Bornstedter Friedhof

Theodor I. Nietner heiratete 1822 in Potsdam die aus einer Gärtnerfamilie stammende Charlotte Luise Albertine, genannt Berta (auch Bertha), geborene Sello (1803–1835), Tochter des Hofgärtners Ludwig Sello. Mit ihr hatte er sechs Kinder, von denen drei Söhne den Gärtnerberuf erlernten. Der 1823 geborene Theodor II. war später Hofgärtner in Potsdam. Der 1828 geborene Johannes erforschte die Pflanzenwelt auf Ceylon und siedelte sich dort als Eigentümer einer Kaffeeplantage an. Nach dem Tod seiner Ehefrau ging Nietner mit Auguste Schneider (1813–1872) eine zweite Ehe ein.
Als Theodor I. Nietner 1871 mit 81 Jahren starb, wurde er, wie auch seine erste Ehefrau Berta und die am 2. März 1872 verstorbene zweite Ehefrau Auguste, auf dem Friedhof in Niederschönhausen beigesetzt. Die von ihrem Schwager Ludwig Persius entworfene Grabstele für Berta Nietner kam 1871/1872 für Theodor und Auguste Nietner als Kopie hinzu. Nach 1945 wurden die im klassizistischen Stil gestalteten Stelen auf den sogenannten „Sello-Friedhof“ überführt, den sein Schwager Hermann Sello 1844 als privaten Familienfriedhof auf dem Bornstedter Friedhof angelegt hatte. Die Grabmäler stehen heute im südlichen Bereich des „Sello-Friedhofs“.